# 기누가와 온천

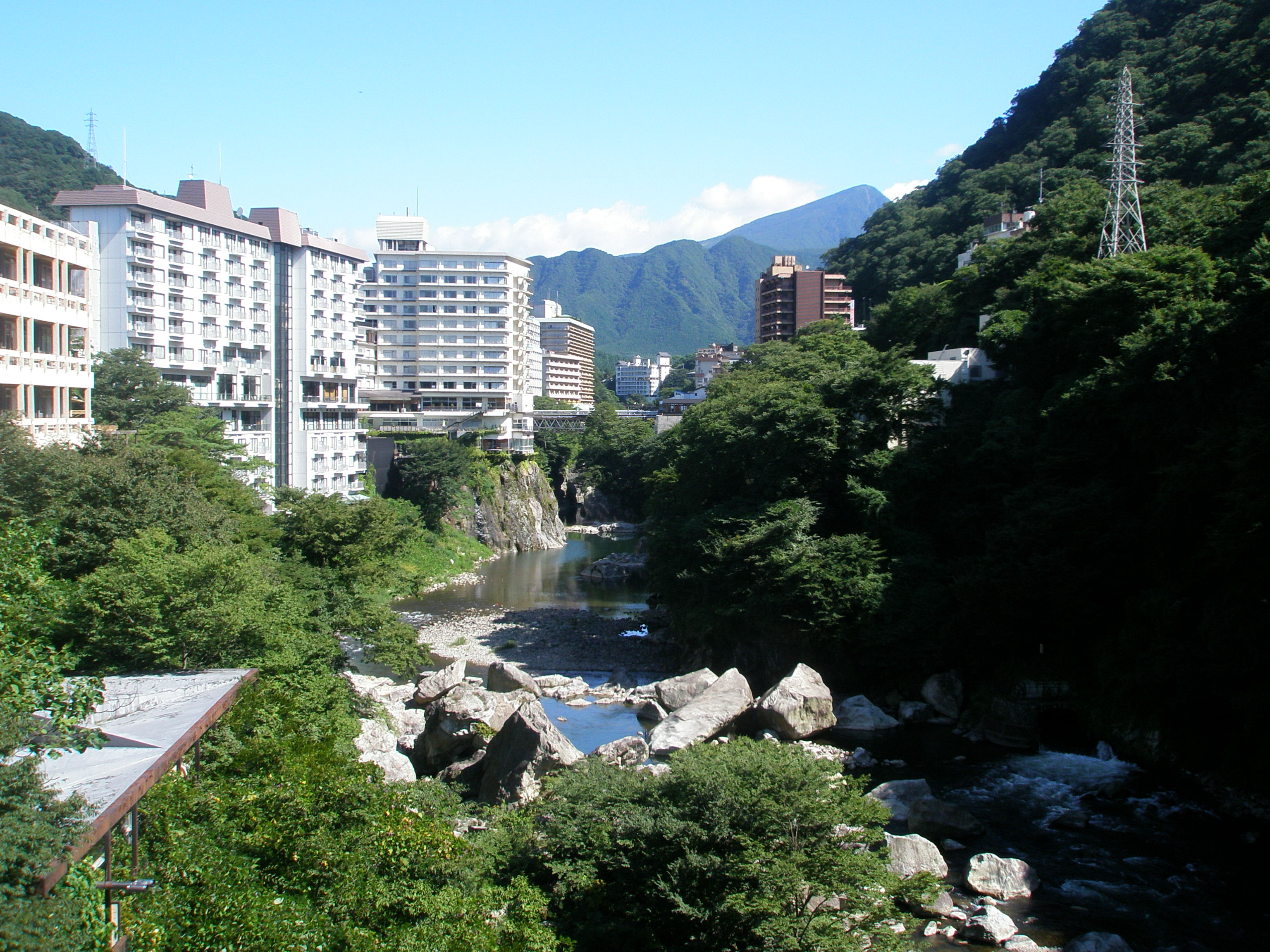
기누가와 온천

기누가와 온천(일본어: 鬼怒川温泉)은 일본 도치기현 닛코시에 있는 온천이다. 도쿄에서 1시간 30분거리이며, 기누가와 계곡에 위치해있다. 사계절의 색다른 절경이 특징이다.

## 온천가
기누강 변을 따라 40여 채의 호텔 여관 외에 리조트 아파트와 기업 휴양소 등이 줄지어 있으며 시영의 공공 목욕탕과 족탕 외에 민간의 목욕 시설도 많이 있다.[기누천 온천역 ] 주변에는 편의점, 기념품점, 레스토랑, 매점, 카페, 음식점, 메밀국수집, 족탕, 여관관광안내소, 렌터카, 전천후 수영장&스파, 은행, 우체국 등이 있다.외국인 관광객도 많다.

## 폐허 호텔
기누가와 다이이치 호텔